# 念仏寺 (奈良市)
念佛寺（ねんぶつじ）は、奈良県奈良市漢国町7番地にある浄土宗の寺院である。山号は降魔山。院号は善光院。

## 歴史
- 元和8年（1622年）に松平定勝（徳川家康の異父弟）が僧侶の袋中に命じて草創したと伝えられる[2]。
- 大坂冬の陣の木津川口の戦い (1614年)で真田信繁に追われた家康が寺敷地内にあった桶屋の棺に隠れて難を逃れたと昔話として伝わる。『徳川實紀』によれば、木津で家康と真田軍とで小競り合いがあったことは事実のようだが、上記のようなことがあったかどうかは不明。今辻子町の西照寺にも同じような話が伝わっている。
- 当時、袋中の弟子善曳が奈良で當麻曼荼羅を探していたところ、異なる阿弥陀浄土変相図を道具屋で見つけ、袋中はその図（異相智光曼陀羅）を見るために奈良に来たとも、当時袋中は奈良の古寺をめぐりその荒廃を嘆くなど奈良に興味を持っていたともいわれる。複合的な要因により奈良にやって来て、当時「弘法山」といわれていた山（袋中は著作中で「眉目山」と称している）に庵を結び、寺名を「降魔山善光寺」とした。最初の本尊は、善光寺如来の絵像だとされる[3]。
- 寛永年間に袋中が一切経を蒐集・書写し、それらを念仏寺の経蔵に納めた[4]。一切経は江戸末期に散逸[5]。同じ頃一時期無住となる。文久2年（1862）、開化天皇陵修陵のため経蔵や墓地を移設。幕末、明治期に寺運は衰退するが、後に入った住持により復興する。

## 境内
- 阿弥陀如来立像（木造、鎌倉時代後期の作）
- 地蔵菩薩像（石造、室町時代）
- 松平定勝供養碑
- 奈良奉行桑山元柔墓
- 慈雲六字名号碑
- 金春家の墓

## 交通アクセス
- 近鉄奈良駅7-S出口より徒歩2分（経路案内）。
- 奈良交通バス（市内循環外回り）で「近鉄奈良駅」下車、徒歩4分（経路案内）。
- JR奈良駅東口より徒歩10分（経路案内）。